# Олимпийский центр Гуйяна
Олимпийский центр Гуйяна (кит. упр. 贵阳奥林匹克体育中心) — многофункциональный спортивный объект, расположенный в Новом районе Цзиньян города Гуйян. Принимает футбольные матчи команды Суперлиги «Гуйчжоу Жэньхэ». Общая площадь застройки — 257 тыс. м2. Общее количество мест — 51636. На территории находится крытая спортивная арена на 8000 мест, бассейн на 3000 мест, а также другие сооружения.

## История
Проектные работы были завершены в 2006 году, в этом же году началось строительство. В 2010 году строительство было завершено и обошлось в 1,9 млрд юаней.